# Grete Fleischmann
Grete Fleischmann (* 12. Oktober 1905 in Eggenstein-Leopoldshafen; † 23. Dezember 1993 in Schopfheim) war eine deutsche Bildhauerin.

## Leben
Grete Fleischmann wuchs als zweites Kind eines Apothekers in Mannheim auf. Mit 20 Jahren begann sie ihre künstlerische Ausbildung im In- und Ausland. Im Jahr 1925 war sie Schülerin bei Heinrich Waderé in München. Mit drei Kollegen aus München folgte 1926 ein Aufenthalt an der Kunstakademie in Rom, den sie zum bildhauerischen Studium und für Besuche in Museen nutzte. 1928 besuchte sie die Vereinigten Staatsschulen für freie und angewandte Kunst in Berlin und war dort Schülerin von Wilhelm Gerstel. In Berlin arbeitete sie u. a. ein halbes Jahr in der Berliner Porzellanmanufaktur.
Nach ihrem Studium in Berlin kehrte sie für eine längere Zeit nach Mannheim zurück, wo sie ein Kelleratelier in B 6,3 besaß. Um in Diabas zu arbeiten, fuhr sie regelmäßig zu dem Kleinbildhauer Kochendörfer nach Waldkirch/Bregenz und traf dort auf Schüler von Karl Albiker aus Dresden. Auf deren Anregung bewarb sie sich im Jahr 1931 mit einem in Diabas ausgeführten lebensgroßen Porträtkopf des Schauspielers Willy Birgel, einem formstrengen Bildnis, das durch kubische Straffung und glatte Oberflächen charakterisiert ist. Bis 1937 war Grete Fleischmann an der Kunstakademie in Dresden Schülerin Albikers. Zu der Zeit war sie dort neben Ilse Riekert die einzige weibliche Studentin. Das Studium schloss sie mit einem Ehrenzeugnis ab.
Ihre erste Beteiligung an einer Kollektivausstellung erfolgte 1932 mit der Künstlervereinigung PORZA im Mannheimer Kunstverein. 1938 schloss sie sich der Mannheimer Werkgemeinschaft an und stellte gemeinsam mit ihr aus. Mit einem der Künstler, dem Maler Hans Dochow, verlobte sie sich. Er wurde im Jahr 1940 eingezogen und fiel 1942 in Russland, sodass eine Ehe nicht zustande kam.
Während des Krieges verblieb Grete Fleischmann zunächst in Mannheim; 1943 siedelte sie nach Schopfheim über, weil das Wohnhaus mit Apotheke sowie ihr Atelier durch Bomben vollständig zerstört worden waren. Da die Suche nach einem neuen Atelier sich schwierig gestaltete, bestritt sie ihren Lebensunterhalt zunächst mit Porträtaufträgen. Zudem nahm sie an einigen Ausstellungen teil, 1943 beteiligte sie sich in Wien, 1947 in Neustadt/Schwarzwald und in Freiburg, 1948 und 1949 in Darmstadt, 1951 in Baden-Baden und München. Eine internationale Ausstellung, die IVème Exposition Internationale in Paris, zeigte im Jahr 1959 ebenfalls einige ihrer Werke. Ab 1955 übte sie einen Beruf als Sekretärin aus und ging 1971 in den Ruhestand. Sie trat zu dieser Zeit in den BBK Südbaden ein.
Im Mannheimer Stadtteil Neuhermsheim wurde 1999 eine Straße nach ihr benannt.

## Werke
Grete Fleischmanns Werke zeichnen sich durch ihr Verhältnis von Großform und Detail aus. Einerseits zeigen ihre Ganzfiguren und Porträtköpfe eine Realitätsnähe in Form von erkennbaren Augen, Mundwinkeln, Fingern, Zehen etc., andererseits ordnen sich diese Details der übergreifenden Form unter. In ihrem Gesamtwerk lässt sich eine Stetigkeit im Stil erkennen, dem sie in ihrem gesamten künstlerischen Wirken treu blieb. Ihr Werk umfasst Kinder-, Jugend- und Erwachsenenporträtköpfe, einige Ganzkörperfiguren und einen Torso, der aus der Beschädigung eines Ganzkörpergips entstand. Als Material verwendete die Bildhauerin Ton, Gips, Diabas und Bronze. Es gibt keine zeichnerischen Bildhauerskizzen, da sie die sofortige Umsetzung in Ton- und Gipsskizzen bevorzugte.
- 1925: Porträtkopf Erich Steinert (Ton)
- 1928: Rückenakt (Ton)
- 1930: Porträt des Schauspielers Willy Birgel (Gips, spätere Umsetzung in Diabas, im Besitz des Reiss-Engelhorn-Museums Mannheim)
- 1935: Vigo d’Albert (Ton-Aufbauarbeit auf Stahl-Draht-Gerüst)
- 1935: Junge Musikerin (weibliches Porträt in Diabas)
- 1938: Handtuchträger (getönter Gips)
- 1938/1939: Krugträgerin (Skizze in Bronze, lebensgroß umgesetzter Gips wird 1943 durch Bomben beschädigt, im Besitz des Museums der Stadt Schopfheim)
- ca. 1939: Hanni (Gips)
- 1940: Thilde Fondelli-Martens (Gipsporträt)
- 1940: Ludwig Straub (Porträt in Gips)
- 1940: Richard Papsdorf (Porträt in Gips, im Besitz des Museums der Stadt Schopfheim)
- vor 1940: Keßler (Gipsbildnisbüste der Schauspielerin, im Besitz der Kunsthalle Mannheim)
- ca. 1941: Gertrud Kressynin-Heddäus (Porträt in Gips)
- 1941: Sitzende (Bronzeguss, im Besitz der Kunsthalle Mannheim, z. Z. verschollen)
- 1942: Selbstporträt in getöntem Gips, im Besitz des Museums der Stadt Schopfheim
- nach 1945: zahlreiche Porträtköpfe gefallener Söhne Mannheimer Familien, Kopfstudien von Kindern und Jugendlichen sowie Porträts bekannter Persönlichkeiten aus Schopfheim und ein Mahnmal auf dem Schopfheimer Friedhof
- 1983: Torso (entstanden aus der beschädigten Krugträgerin, in Bronze gegossen, im Foyer der Schopfheimer Stadthalle)[1][5]